# 르마 리볼버

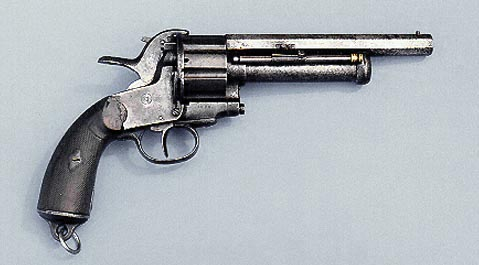

르마 리볼버(프랑스어: Révolver LeMat)는 뉴올리언스 사람 장 알렉상드르 르마가 개발한 흑색화약 리볼버다. 리볼버 총열과 함께 20게이지 돼지탄 산탄종렬이 함께 달려 있는 것이 특징적이다. 리볼버는 8연발이고 산탄총은 단발이다.  미국 내전 당시 아메리카 연합국측에서 사용했고, 보불전쟁 때 국민방위정부군도 사용했다.